# Yuri Dojc
Yuri Dojc, původním jménem Juraj Dojč (* 12. května 1946 Humenné), je slovensko-kanadský umělecký a komerční fotograf. Jeho práce zahrnují kromě jiných černobílé akty, portréty kanadských veteránů z období druhé světové války a projekty American Dreams, Marble Woman nebo Last Folio. Je považován za jednoho z největších žijících kanadských fotografů. Patří ke špičce v reklamní fotografii, získal řadu ocenění a byl zařazen mezi sto nejslavnějších fotografů světa, kteří se věnují ženskému aktu.

## Životopis

### Mládí
Yuri Dojč vyrůstal ve městě Humenné na východě Slovenska. Jeho otec pracoval jako ředitel střední školy a matka jako učitelka. V roce 1954 se rodina s tehdy osmiletým Yurim přestěhovala do Bratislavy. V roce 1968 dokončil v roce 1968 střední průmyslovou školu a jako student se zúčastnil letního studijního programu v Londýně, když vojska Varšavské smlouvy vpadla do tehdejšího Československa. Poslechl radu svého otce a rozhodl se, že se domů nevrátí. Koncem roku požádal o kanadské vízum, které obdržel, takže o rok později emigroval do Kanady a usadil se s pouhými 6 dolary v kapse v Torontu.

### Vzdělání
Po vystudování v oboru strojírenství pokračoval studiem psychologie na Univerzitě Komenského v Bratislavě. Krátce na to bylo jeho studium přerušeno sovětskou invazí. Po příchodu do Kanady začal studovat fotografii na Ryerson University v Torontu, kde se mu podařilo získat stipendium. Už během studia pracoval jako fotoeditor studentského týdeníku Eyeopener a spolupracoval po boku budoucí novinářky Christie Blatchfordové a s lidmi jako například reportér CBC Paul Workman, reportér City TV Jojo Chintoh a komik Paul Chata. Po absolutoriu dostal nabídku pracovat pro nejlepšího kanadského fotografa. Začal se tedy fotografii věnovat naplno.

### Kariéra
Jeho práci v začátcích ovlivnili fotografové Edward Weston, Irving Penn, Man Ray nebo Guy Bourdin, ale i malíři René Magritte, Egon Schiele a Amedeo Modigliani. Ze začátku se věnoval fotografování interiérových prvků jako dveře, okna, židle a květiny, později ho začalo přitahovat fotografování lidí.
V roce 1975 si otevřel vlastní fotografický ateliér, kde tvořil a pracoval pro společnosti jako FedEx, American Express, Canon, Seagrams, General Motors, Eastman Kodak, Porsche, Club Med, Brooks, Panasonic i pro reklamní agentury po celém světě.
V 80. letech 20. století, v době vrcholu éry plakátů, se jeho fotografie objevily i ve filmu D.C. Cab. Jeho třemi nejprodávanějšími fotografiemi byly Legs, Bicycle a Chair. Po třiceti letech práce se stal jedním z hlavních hráčů na fotografickém hřišti.

## Dílo
Yuri Dojc se stal úspěšným reklamním fotografem, ale osobně dává přednost fotografování aktů. Věnoval se i fotografování lidí, kteří přežili holokaust. V současné době pracuje na dokumentu o kanadských válečných veteránech, Portraits of Bravery.

### Výstavy
Od roku 1975 vystavoval mnohokrát samostatně, ale i společně s dalšími umělci v Kanadě, USA, Velké Británii, Belgii, Polsku, Česku a samozřejmě také na Slovensku.
Pod názvem Last Folio se 1. září 2011 konala Fotografická cesta s Yurim Dojčem v umělecké galerii Grunwald Gallery of Art na Univerzitě v Indianě v americkém Bloomingtonu. Fotografie zachycují krajinu, synagogy a předměty, tedy to, co lidé z četných slovenských židovských komunit opustili a zanechali kvůli deportaci do koncentračních táborů v roce 1942. „To, co zůstalo“ je zároveň jedním z podtitulů této výstavy.
Tato výstava byla původně uvedena ve Slovenském národním muzeu, následovaná prezentacemi v Gonville and Caius Lower Library v anglickém Cambridge, v Muzeu židovského dědictví v New Yorku, v sídle Evropské komise v Bruselu.

### Knihy
K jeho nejznámějším dílům patří knihy The American Dreams věnované vlastním mladickým snům o Americe. Podobně vznikla i sbírka Praha. Snad nejpopulárnější Dojcovou knihou je jeho Marble Woman, o níž řekl, že je „vlastně oslavou ženy“. A když se italský časopis L’espresso rozhodl vytvořit sérii knih nazvanou Eros e Fotografia, přizval Dojce ke spolupráci s takovými fotografy, jako Robert Mapplethorpe, David LaChapelle, Man Ray a Bill Brandt.
- DOJC, Yuri, KRAUSOVA, Katya: Last Folio: Textures of Jewish Life in Slovakia. Indiana University Press, 2011. 128 s. ISBN 978-0-253-22377-7.
- DOJC, Yuri: Honour. Chartwell, 2010. ISBN 978-0-9781155-1-7.
- DOJC, Yuri: Eros Fotografia. Gruppo Editoriale L'Espresso, 2003. ASIN: B001BQ4KPI.
- DOJC, Yuri: Marble Woman. Firefly Books Ltd, 1993. 96 s. ISBN 978-1-895565-26-3.

## Galerie

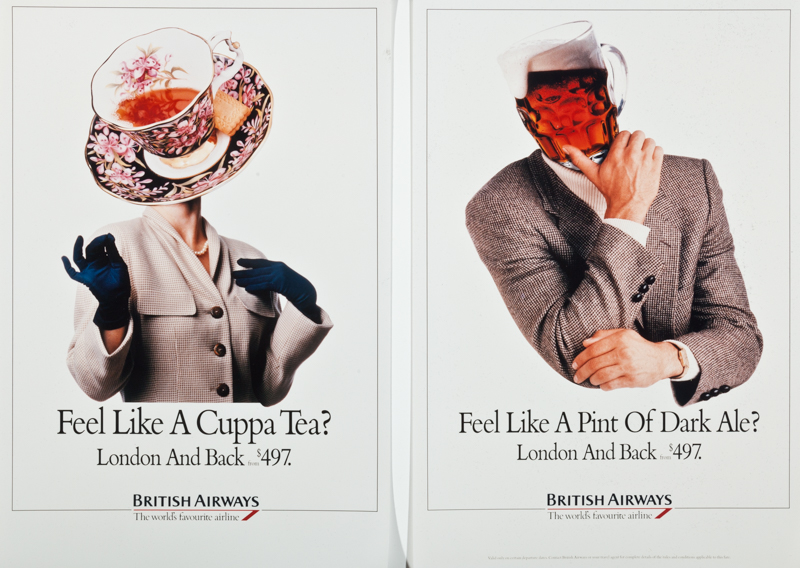
British Airways Dojc Ad
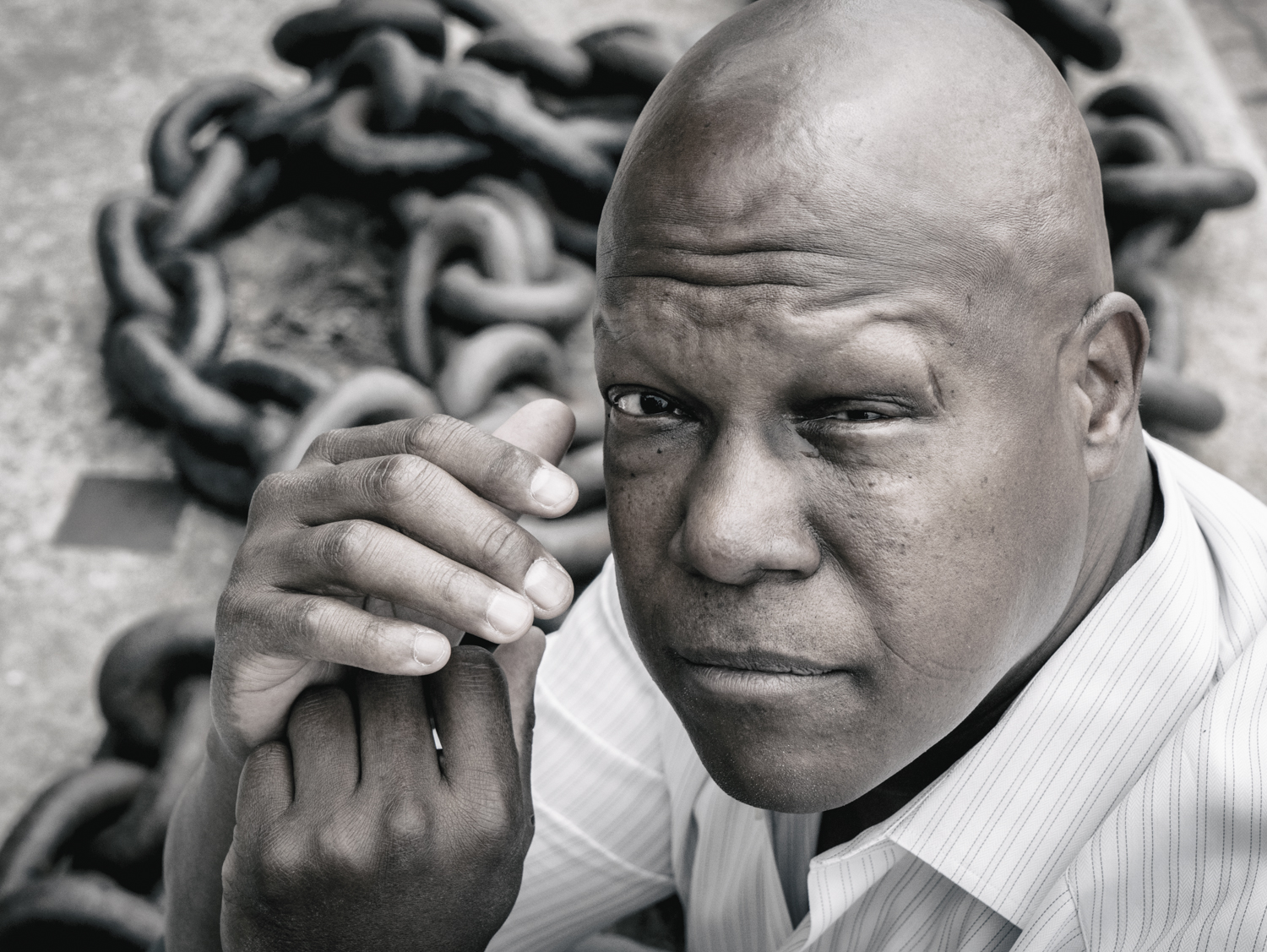
Daryl from Dojc's North Is Freedom
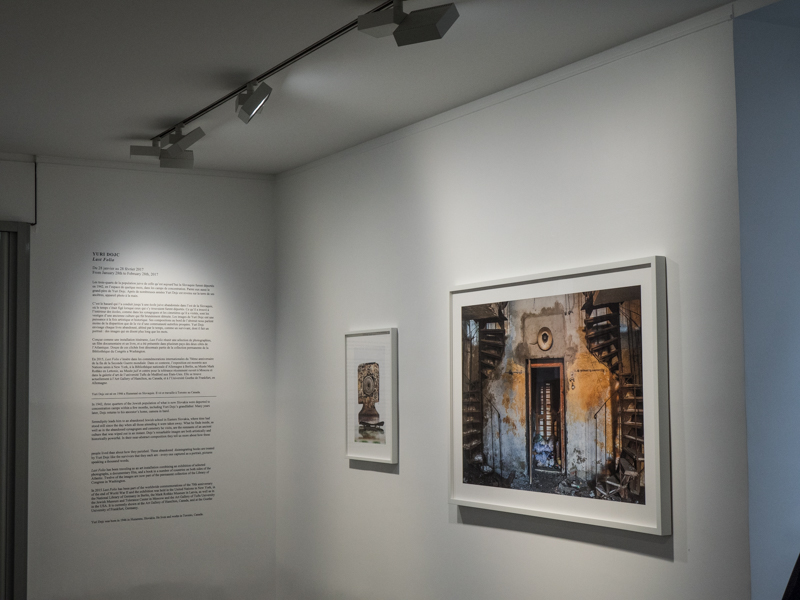
Last Folio at Galerie Karsten Greve
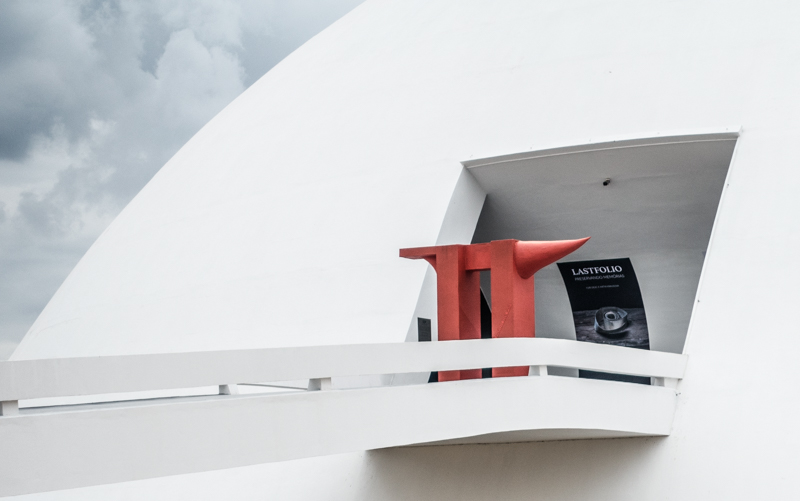
Last Folio Brasilia
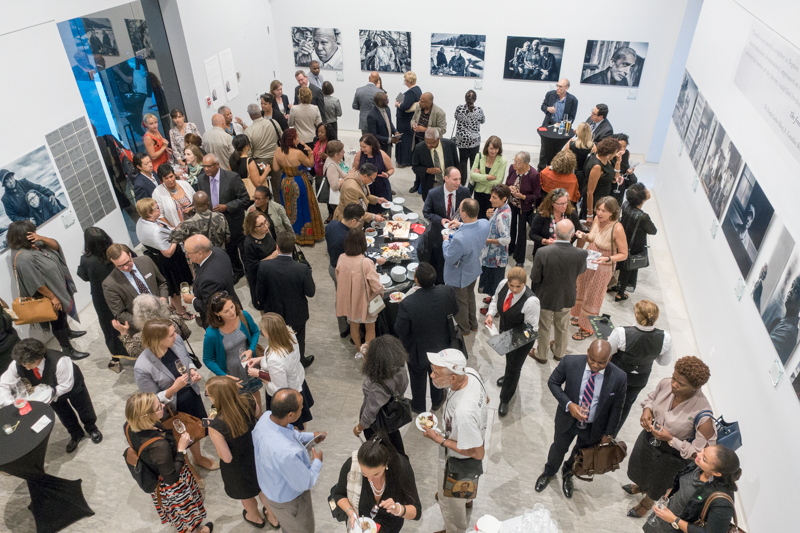
North Is Freedom at the Canadian Embassy in Washington D.C.
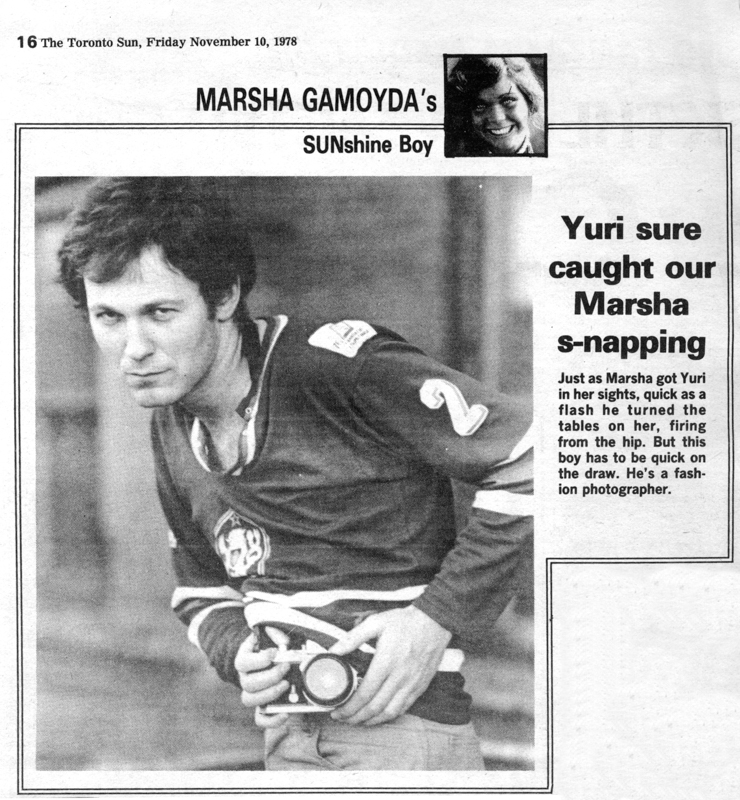
Eyeopener
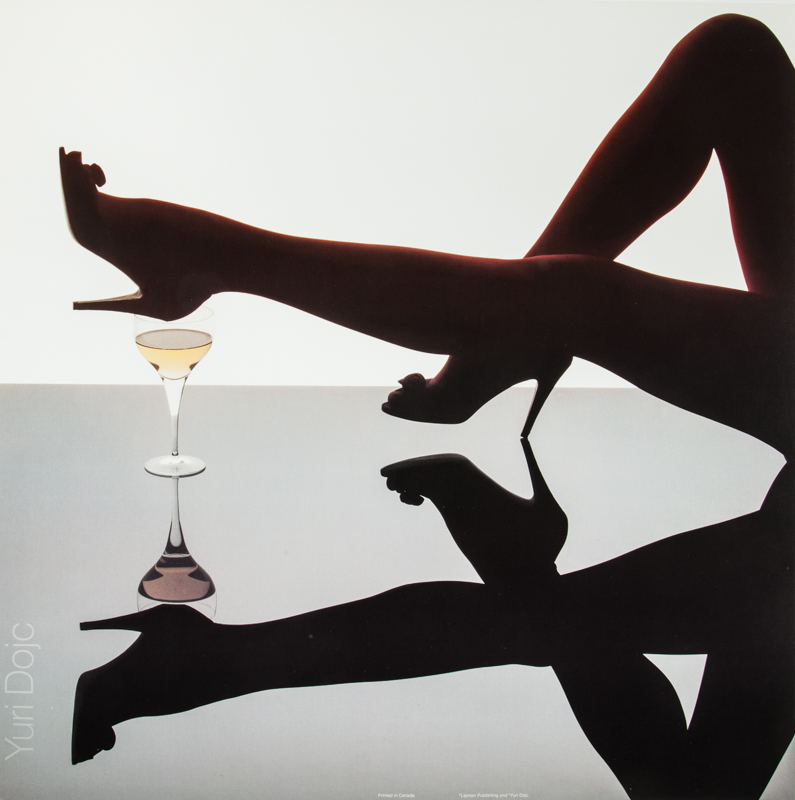
Legs